# كاتسيوكي كاواي
كاتسيوكي كاواي هو سياسي ياباني، ولد في 11 مارس 1963 في أسامينامي-كو في اليابان. نشط حزبياً في الحزب الليبرالي الديمقراطي الياباني. في الانتخابات العامة اليابانية 2017، انتخب عضو مجلس النواب الياباني ‏ عن دائرة Hiroshima 3rd district ‏ وقد انضم خلال فترته النيابية ‏ (22 أكتوبر 2017 – ) للكتلة البرلمانية الحزب الليبرالي الديمقراطي الياباني وانتخب عضو مجلس النواب الياباني ‏ وقد انضم خلال فترته النيابية ‏ للكتلة البرلمانية الحزب الليبرالي الديمقراطي الياباني.

## وصلات خارجية
- الموقع الرسمي